# Faramea singularis
Faramea singularis är en måreväxtart som beskrevs av Paul Carpenter Standley. Faramea singularis ingår i släktet Faramea och familjen måreväxter. Inga underarter finns listade i Catalogue of Life.